# Schwesterschiff

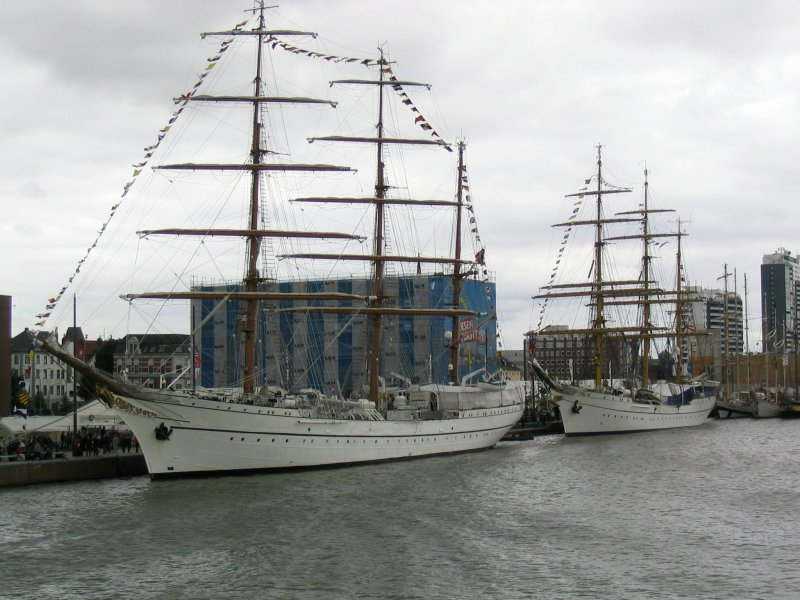
Sagres und Gorch Fock

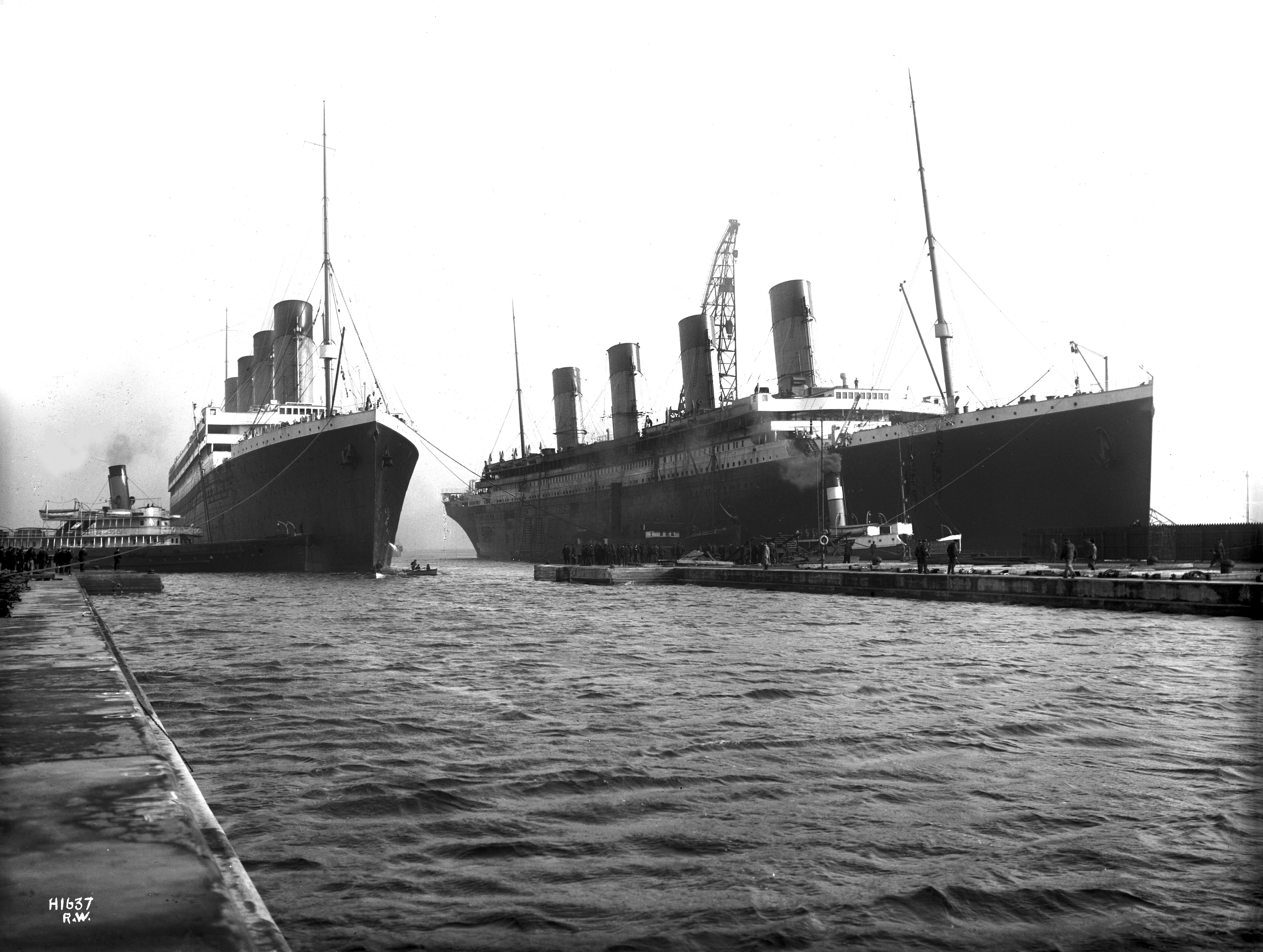
Die Schwesterschiffe Olympic und Titanic

Schwesterschiff ist die Bezeichnung für See- bzw. Wasserfahrzeuge gleichen Typs, die in der Regel auf derselben Werft in kleiner Serie errichtet wurden. Die dem ersten einer Serie folgenden Schiffe weisen gegenüber diesem Schiff keine oder nur unwesentliche Änderungen auf. Zu Beginn des 20. Jahrhunderts wurde die Bezeichnung Schwesterschiff als Stichwort in deutschen Lexika nur im Plural stehend aufgenommen und dann die Schwesterschiffe mit „Schiffe gleichen Bauplans“ erklärt. Mehrere Schwesterschiffe gehören einer Schiffsklasse an.

## Definitionen
Für den Begriff Schwesterschiff gibt es zwei Bedeutungen. Umgangssprachlich bezieht er sich auf die große Ähnlichkeit zweier oder mehrerer Schiffe, als ob sie aus einer Familie stammen würden. In der Fachsprache bezeichnet man nur solche Schiffe als Schwesterschiffe, die tatsächlich aus einer Baureihe nach weitgehend gleichen Bauplänen stammen und damit in den wesentlichen Merkmalen identisch sind. Soweit charakteristische Abweichungen innerhalb einer Bauserie bestehen, spricht man auch von „Halbschwesterschiffen“ (englisch half sister ships) oder kurz Halbschwestern wie sie z. B. das im Jahr 1900 in Dienst gestellte kaiserliche Depeschenboot Sleipner hatte.
Da im Schiffbau große Kostenanteile sowohl in der Konstruktions- und Planungsphase als auch später auf der Werft entstehen, kann man beim Bau von Schiffen mit der Wiederverwendung der Konstruktionspläne und der beim Bau gemachten Erfahrungen Kosten sparen (Synergieeffekte). Zugleich vereinfacht die Standardisierung den Einsatz. Auch die Ersatzteile bei Reparaturen werden durch solche Kleinserien billiger.
Die erste Einheit einer solchen Baureihe wird Typschiff genannt. Die danach entstehenden Schwesterschiffe gleichen sich anfangs oft sehr stark. Spätere Modernisierungen, Umbauten und Reparaturen führen vielfach dazu, dass nach einiger Zeit charakteristische Unterschiede entstehen, die die einzelnen Schwesterschiffe (oder bestimmte Baugruppen als sog. Unterklassen) kennzeichnen (Schiffs-Genealogie). Gerade bei großen Schiffsklassen lassen sich so ganze „Stammbäume“ einer Typentwicklung aufzeigen. Folgeklassen beruhen oft auf ähnlichen Entwürfen ihrer Vorgänger, so dass bei kleinen Veränderungen manchmal umstritten ist, ob es sich um eine Untergruppe einer Klasse oder eine im Ganzen eigenständige Klasse handelt.
In der Regel zeichnen sich Schwesterschiffe zumindest durch einen identischen Rumpf aus, die Aufbauten können variieren oder auch zu verschiedenen Schiffstypen führen (Beispiel: in der Klasse der japanischen Schlachtschiffe Yamato und Musashi gab es durch Änderung der Pläne während der Fertigstellung eine „Halbschwester“ als Flugzeugträger, die Shinano).
Da erst die Praxis zeigt, wie gut ein Entwurf alle an ihn gestellten Anforderungen erfüllt, kann es nach dem Bau des Typschiffs zu Änderungen an einigen Konstruktionsdetails kommen, die dann die Schwesterschiffe von ihrem Typschiff unterscheiden. Beispiele sind andere Fahrgebiete mit oder ohne Eisverstärkung, offene Fahrbrücke für tropische Gebiete, geschlossene für kalte Gebiete, andere Maschinenanlage, andere Aufbauten oder bei Kriegsschiffen abweichende Bewaffnung.
Eine Sonderform des Konzepts der Schwesterschiffe ist der Serienschiffbau, wie er z. B. im Schiffbau der DDR betrieben wurde. Beim Serienschiffbau wurden gemäß dem Prinzip der Fließfertigung identische Schiffe in großer Stückzahl gebaut, die im Unterschied zum konventionellen Konzept des Schwesterschiffes prinzipiell keinerlei baulichen Abweichungen voneinander aufwiesen. Die wichtigste Werft für den Serienschiffbau in der DDR war die Volkswerft Stralsund, die gerade für den Export in die Sowjetunion Fischereifahrzeuge als echte Serienprodukte baute.

## Zivile Beispiele

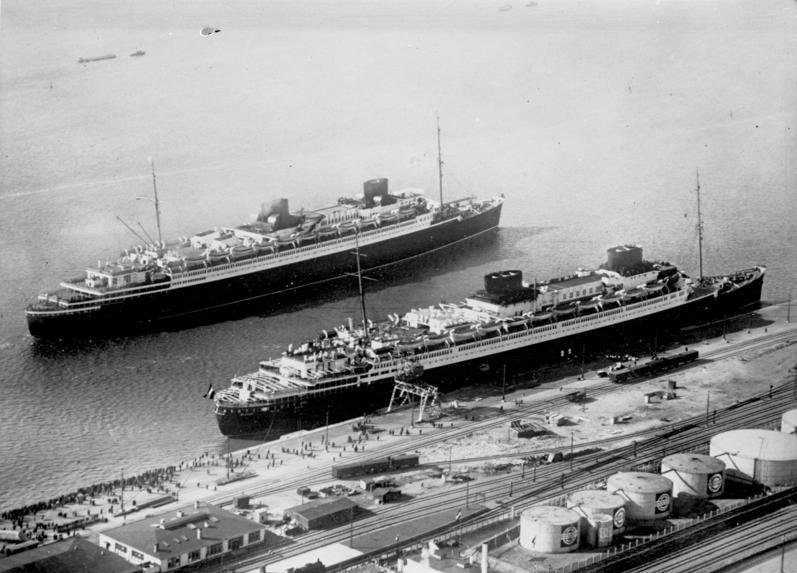
Die Europa (vorne an der Kaje) zusammen mit ihrem Schwesterschiff, der Bremen (hinten) in Bremerhaven, 1930

Schwesterschiffe der zivilen Schifffahrt waren zum Beispiel die Olympic (hier als Grundentwurf), Titanic und Britannic der White Star Line, wobei die Olympic das Typschiff, die Titanic das größere Schwesterschiff war. Andere bekannte Schwesterschiffe aus der Ära der Ozeandampfer waren die Mauretania und die Lusitania der Cunard Line oder die Bremen und die Europa des Norddeutschen Lloyds.
Segelschiffe der Reederei Laeisz

Die Reederei Laeisz ließ, beginnend mit der Passat, ab 1911 eine Reihe von acht Großseglern mit weitgehend gleichen Abmessungen und Ausstattungen bauen, die allgemein als Schwesterschiffe betrachtet wurden.

## Militärisches Beispiel
In der militärischen Seefahrt gibt es regelmäßig bei Einheiten aller Größen so genannte Klassen, die meist nach ihrem Typschiff benannt werden. Eines von zahllosen Beispielen ist die letzte Schlachtschiffklasse der amerikanischen Marine, die Iowa-Klasse. Die Iowa ist das Typschiff, ihre Schwesterschiffe sind New Jersey, Wisconsin und Missouri. Sie sind fast baugleich; gleichwohl gibt es Unterschiede z. B. bei Brücke, leichter Flugabwehrbewaffnung und Elektrik.